# انطون برغر
انطون برغر (بالألمانية: Anton Burger)‏ (و. 1911 – 1991 م) هو جندي من ألمانيا، والنمسا، كان عضوًا في الحزب النازي، وكان عضوًا في شوتزشتافل، ويحمل رتبة عسكرية هوبتستثرمفهرر، توفي في إسن، عن عمر يناهز 80 عاماً.